# Blocco navale
Il blocco navale è un'azione militare finalizzata a impedire l'accesso e l'uscita di navi dai porti di un Paese o di un territorio. 
Dopo la creazione delle Nazioni Unite nel 1945 è stato disciplinato dal diritto internazionale, in particolare dall'articolo 42 dello statuto delle Nazioni Unite e non è consentito al di fuori dei casi di legittima difesa ovvero consentito solo in caso di stato di guerra tra due o più stati.
«Il blocco dei porti o delle coste di uno Stato da parte delle forze armate di un altro Stato» è definito come un vero e proprio atto di aggressione, in assenza di dichiarazione di guerra, dall’art. 3, lettera c della Risoluzione dell'Assemblea generale delle Nazioni Unite 3314 (XXXIX) del 14 dicembre 1974.

## Descrizione
Un blocco navale legittimo deve comunque rispettare i seguenti criteri stabiliti dalle Convenzioni di Ginevra:
- prima dell'attuazione la forza militare che lo attua deve comunicare alle nazioni terze non belligeranti la definizione geografica della zona soggetta al blocco stesso;
- l'imparzialità del blocco nei confronti delle nazioni non belligeranti;
- la possibilità di catturare qualsiasi imbarcazione mercantile che violi il blocco e il suo deferimento a un apposito tribunale delle prede;
- la possibilità di attaccare qualsiasi imbarcazione mercantile nemica che opponga resistenza al blocco navale;
- l'obbligo da parte della forza militare che attua il blocco di permettere il passaggio di carichi contenenti beni di prima necessità e medicinali per la popolazione locale.

### Blocchi navali storici
- Gli spartani bloccarono il porto di Atene dopo la battaglia di Egospotami;
- Tra il 1394 e il 1402 avvenne il blocco navale ottomano di Costantinopoli;
- L'Inghilterra bloccò la Francia ed i suoi Alleati durante la Rivoluzione francese e durante le guerre napoleoniche;
- L'Inghilterra bloccò la costa orientale degli Stati Uniti durante la guerra del 1812;
- L'Unione bloccò le coste della Confederazione durante la guerra di secessione americana;
- Il blocco di Costantinopoli da parte delle Grandi Potenze (1897);
- Il blocco navale del Venezuela da parte di Germania, Gran Bretagna e Italia (1902-1903);
- L'Inghilterra bloccò le coste tedesche durante la prima guerra mondiale;
- Gli Stati Uniti bloccarono il Giappone durante la seconda guerra mondiale;
- Gli egiziani bloccarono lo stretto di Tiran prima della guerra di Suez del 1956 e della guerra arabo-israeliana del 1967;
- Gli Stati uniti bloccarono Cuba durante la crisi dei missili di Cuba nel 1962;
- Egitto e Israele iniziarono il blocco della Striscia di Gaza nel 2007.